# Carloway
Carloway, schottisch-gälisch: Càrlabhagh, ist eine Ortschaft in der Gemeinde Uig an der Westküste der Isle of Lewis, auf den äußeren Hebriden. 1991 lebten dort 500 Personen.

## Der Distrikt
Carloway ist dank seiner vielen historischen Stätten, wie das Garenin Blackhouse Village oder den Broch Dun Carloway touristisch ausgerichtet.
Die Carloway Bridge ist eine von Schottlands ältesten Überführungen. Sie wurde in der Mitte des 19. Jahrhunderts erbaut. Die Brücke kreuzt den Carloway River und die Pentland Road, die zum Carloway Pier beziehungsweise nach Stornoway in anderer Richtung führt.
Der Distrikt Carloway, der zuvor auf die Gemeinden Lochs und Uig aufgeteilt war, wurde 1859 ein eigenständiger standesamtlicher Bezirk.
Der Distrikt teilt sich in acht Gemeinden: Knock Carloway, Park Carloway, Doune Carloway, Upper Carloway, Garenin, Borrowston, Kirivick und Dalmore. Das Landgut beginnt am Weiderost zwischen Garynahine und Callanish und endet am Viehtor von Bragar, Shawbost in Richtung Bragar verlassend.
Carloway besitzt viele historische Gebäude; den Broch Dun Carloway, Garenin Blackhouse Village und viele andere, einschließlich des Menhirs Clach an Trushal in Upper Carloway.
Der Bezirk ist in den Western Isles für seine Landwirtschaftsmesse und Highland Spiele die jährlich am ersten Mittwoch im August an der Show Ground hinter Carloway Schule im Zentrum gehalten werden, bekannt. Im Jahr 2011 fand die 58. Landwirtschaftsmesse statt und wurde von 2500 Menschen besucht, mehr als im vorigen Jahr. Es ist die jeweils die am längsten laufende Landwirtschaftsmesse und Highland Spiele auf der Insel. In Carloway befindet sich eine der Mills für die Produktion und Vermarktung von Harris Tweed.
Es gibt drei Straßen, die Carloway mit dem Hauptort von Stornoway verbinden. Der erste Weg ist die Hauptstraße in Richtung Norden, die durch Shawbost, Bragar und Barvas, wo er sich aufteilt in einen Weg nach Stornoway und einen um Ness. Der zweite Weg ist die Hauptstraße in Richtung Süden, die durch Breasclete, Callanish und Leurbost führt. Der dritte und schnellste Weg von Carloway nach Stornoway ist die Pentland-Straße, die gerade nach Stornoway führt.

## Klima
|                       | Jan | Feb | Mär | Apr | Mai | Jun | Jul | Aug | Sep | Okt | Nov | Dez |   |      |
| Mittl. Tagesmax. (°C) | 8   | 8   | 8   | 10  | 13  | 14  | 16  | 16  | 15  | 12  | 10  | 8   | ⌀ | 11,5 |
| Mittl. Tagesmin. (°C) | 2   | 1   | 1   | 3   | 4   | 7   | 8   | 8   | 6   | 4   | 3   | 1   | ⌀ | 4    |
|                       |     |     |     |     |     |     |     |     |     |     |     |     |   |      |
| Niederschlag (mm)     | 143 | 117 | 109 | 78  | 62  | 72  | 72  | 86  | 93  | 127 | 131 | 114 | Σ | 1204 |

| 2 |

| 1 |

| 1 |

| 3 |

| 4 |

| 7 |

| 8 |

| 8 |

| 6 |

| 4 |

| 3 |

| 1 |

| 2 |

| 1 |

| 1 |

| 3 |

| 4 |

| 7 |

| 8 |

| 8 |

| 6 |

| 4 |

| 3 |

| 1 |

| N i e d e r s c h l a g | 143 | 117 | 109 | 78  | 62  | 72  | 72  | 86  | 93  | 127 | 131 | 114 |
|                         | Jan | Feb | Mär | Apr | Mai | Jun | Jul | Aug | Sep | Okt | Nov | Dez |

## Religion

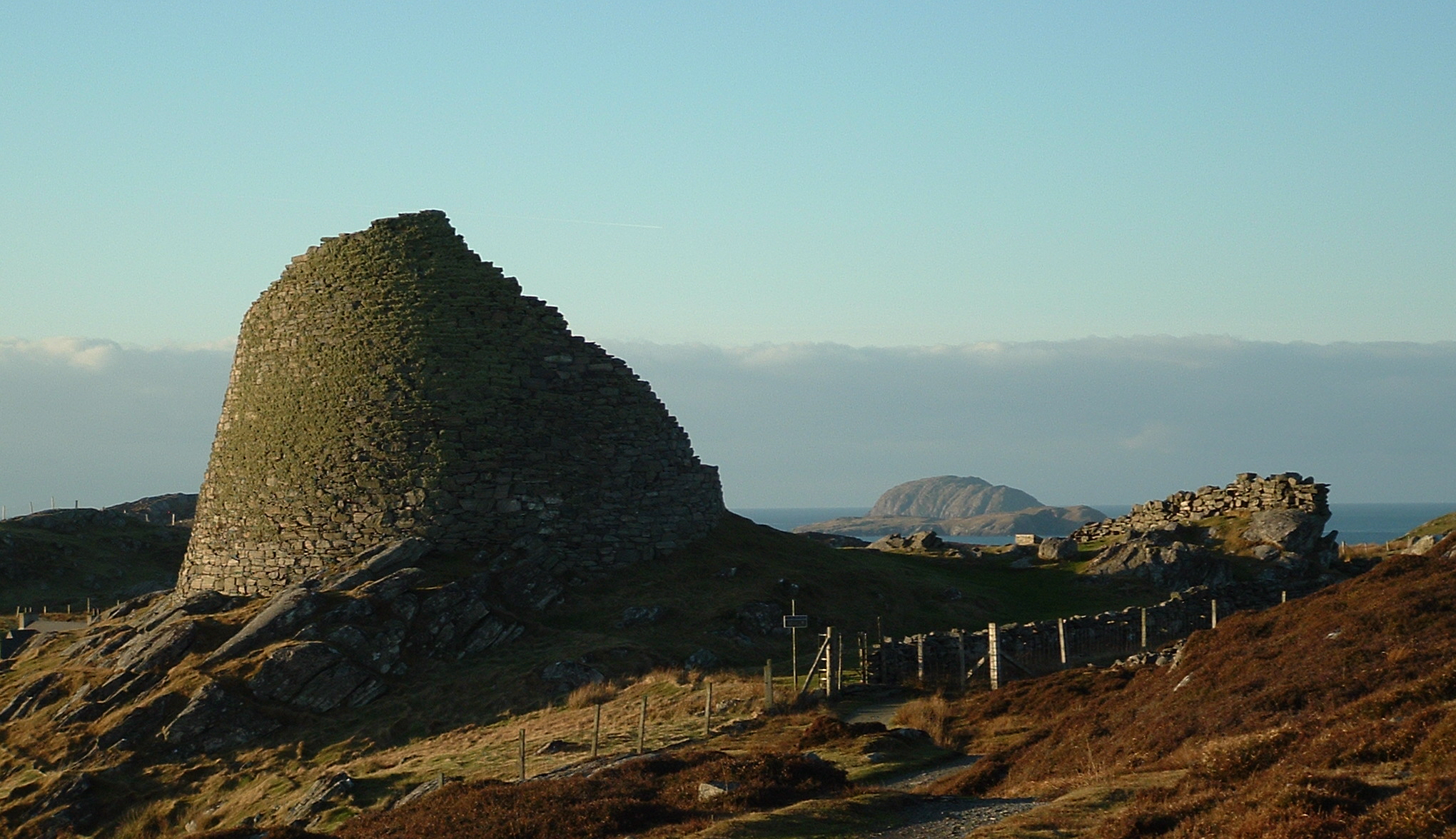
Broch von Dun Carloway

Der Bezirk hat zwei Kirchen, von denen sich beide in der Nähe der Carloway Bridge in der Gemeinde Knock Carloway befinden. Die Free Church of Scotland wurde im Jahr 1884 erbaut, und ihre Gemeinde hat bis zu 100 Mitglieder. Gottesdienste werden sowohl in Englisch und Schottisch-Gälisch von Rev. Kenneth MacLeod durchgeführt. Die Church of Scotland liegt neben der Freien Kirche und wurde 1908 erbaut. Sie hat eine Gemeinde mit etwa 50 Personen.

## Stadtteile von Carloway
| Distrikt Carloway | Sgìre Chàrlabhaigh   |
| Townships         | Bailtean             |
| Borrowston        | Borghastan           |
| Dalmore           | Dail Mòr             |
| Doune Carloway    | Dùn Chàrlabhaigh     |
| Garenin           | Na Gearrannan        |
| Kirivick          | Cìrbhig              |
| Knock Carloway    | Cnoc Chàrlabhaigh    |
| Park Carloway     | Pairc Chàrlabhaigh   |
| Upper Carloway    | Mullach Chàrlabhaigh |